# 薛世晅
薛世晅，字惟焯，号诚斋，大明福建承宣布政使司福州府福清县人。明朝官员、同進士出身。

## 生平
景泰元年，鄉試中舉。天順四年（1460年），登進士，曾担任承德郎、南京户部云南清吏司主事、临江府知府。